# Nicolas Cugnot
Nicolas-Joseph Cugnot (26. veljače 1725. – 2. listopada 1804.) bio je francuski inženjer koji je konstruirao prvo vozilo na samostalan pogon. Bio je to prvi automobil na svijetu.

## Prvo vozilo na samostalan pogon
Nicolas Cugnot je prvo vozilo na samostalan pogon konstruirao 1770. godine.